# Priscomilitaris tenuis
Priscomilitaris tenuis is een vlokreeftensoort uit de familie van de Priscomilitaridae. De wetenschappelijke naam van de soort is voor het eerst geldig gepubliceerd in 1988 door Hirayama.